# Линейни кораби тип „Тоса“
„Тоса“ (на японски: 土佐, на английски: Tosa) са серия линейни кораби на Императорския флот на Япония. Всичко от проекта са планирани 2 кораба: „Тоса“ (на японски: 土佐, на английски: Tosa) и „Кага“ (на японски: 加賀, на английски: Kaga). Дизайнът на корабите от типа „Тоса“ служи като основа за дизайна на линейните крайцери от типа „Амаги“.
Строителството на главния кораб „Тоса“ е отменено съгласно условията на Вашингтонското военноморско съглашение. Корпусът му е използван за проверка на ефективността на неговата схема на брониране, след което той е потопен в пролива Бунго. Корпусът на втория линеен кораб – „Кага“, е преустроен в едноименния самолетоносач. В края на 1930-е „Кага“ поддържа японските войски в Китай по време на Втората китайско-японска война и взема участие в нападението над Пърл Харбър от 7 декември 1941 г. През януари 1942 г. самолетоносачът участва в нахлуването в Рабаул, в югозападната част на Тихия океан. По време на нидерландската кампания в Ост-Индия самолетите на „Кага“ участват в обединеното авионападение над Дарвин, Австралия. „Кага“ е потопен на 4 юни 1942 г. в Мидуейското сражение.

## История на проекта
Командването на Японския императорски флот смята, че за защитата на Япония е необходим съвременен флот от осем линкора и осем линейни крайцера. През 1907 г. правителството ратифицира тази програма. Програмата за строителството на военния флота, която получава названието „8 – 8“ предполага строителството на шестнадесет големи бързоходни бойни кораба за по-малко от осем години. През 1911 г. са поръчани линкорите от типа „Фусо“ и линейните крайцери от типа „Конго“. Към 1915 г. японският флот иска да поръча още четири линкора, но в бюджета за 1916 г. са заложени средства само за строителството на линкора „Нагато“ и два линейни крайцера. По-късно през същата година американският президент Удроу Уилсън обявява планове за строителството на десет линкора и шест линейни крайцера. В отговор на това Япония през 1916 г. поръчва за построяване три линкора: вторият линкор от типа „Нагато“ – „Муцу“ – и два линкора от нов тип, „Тоса“ и „Кага“.
Линкорите от типа „Тоса“ са разработени в началото на 20-те години на XX век под ръководството на Юдзуру Хирага, в рамките на японската програма за строителството на военната флота, която получава названието „Осем – четири“. Според тази програма се планира построяването на осем линкора и четири линейни крайцера. Тя заменя програмата „8 – 8“. Съдовете са увеличени по размери версии на предходния тип „Нагато“ и носят допълнително една двуоръдейна кула на главния калибър с 410-мм оръдия. Линкорите от типа „Тоса“ трябва да станат вторият, след линейните кораби от типа „Нагато“, тип бързоходни линкори в японския флот. Всичко са планирани за построяване 2 линкора от дадения тип – „Тоса“ и „Кага“. Строителството на линкорите е одобрено на 14 юли 1917 г. През 1919 г. японските военноморски инженери завършват работата над техническия им проект. В него е отчетен британския опит получен в Ютландското сражение. Корабите трябва да имат конструктивните особености, основани върху опита натрупан от предходните проекти, включващи наклонена броня и по-висока скорост независимо от увеличения тонаж.
Тактико-техническите характеристики на проектираните кораби трябва да бъдат следните:
Водоизместимост: 39 900 т (нормална), 44 200 т (пълна).
Размери: дължина – 231,7 м (максимална), 218 м (между перпендикулярите), ширина: 30,8 м, газене: 9,4 м.
Главна енергетична установка: четири турбини „Къртис“, 12 котела „Канпон“ (8 с нефтено, 4 със смесено отопление). Мощност на механизмите от 91 000 к.с. Скорост на хода 26,5 възела. Запас гориво: нефт 3600 т, въглища 1700 т. Далечина на плаване от 6500 мили със скорост 14 възела, 5500 мили на скорост 16 възела, 2250 мили със скорост 26,5 възела.
Брониране: Пояс по водолинията: 280 мм; траверси: 280 – 220 мм; барбети и кули на главния калибър: 305 – 229 мм; палуби 100+50 мм; бойна рубка: 356 мм.
Въоръжение: десет 406-мм, 20 140-мм, четири 76-мм (зенитни) оръдия, осем 610-мм торпедни апарата.
Екипаж: 1333 души.

## Представители на проекта
| Название      | Място на построяване                         | Заложен             | Спуснат на вода     | Влизане в строй                                                                      | Съдба                                                                          |
| ------------- | -------------------------------------------- | ------------------- | ------------------- | ------------------------------------------------------------------------------------ | ------------------------------------------------------------------------------ |
| „Тоса“ (土佐) | Корабостроителница на Mitsubishi, в Нагасаки | 16 февруари 1920 г. | 18 декември 1921 г. | март 1923 г. (по план)                                                               | Строителството е отменено на 5 февруари 1922 г., потопен на 9 февруари 1925 г. |
| „Кага“ (加賀) | Корабостроителница на Кавасаки, в Кобе       | 19 юли 1920 г.      | 17 ноември 1921 г.  | 25 декември 1922 г. (по план); 30 ноември 1929 г. - влиза в строй като самолетоносач | Потопен на 4 юни 1942 г. в Мидуейското сражение                                |

## История на службата
Строителството на двата кораба започва през 1920 г., но на 5 февруари 1922 г., съгласно подписаното Вашингтонско морско съглашение, строителството им е отменено. След това, на 1 април 1924 г., недостроеният корпус на „Тоса“ е използван за тестове на морско въоръжение. След завършването на изпитанията, корабът е потопен на 9 февруари 1925 г. на 650 метрова дълбочина в канала Бунго.
Линейният крайцер „Амаги“, преустройван в самолетоносач, в съответствие с условията на договора, е разрушен в резултат на земетресение. В резултат на това, „Кага“ заменя „Амаги“ и е преправен според този проект в самолетоносач през 1925 г. Корабът е въведен в експлоатация на 31 март 1928 г., на 30 ноември 1929 г. самолетоносачът влиза в състава на обединения флот.
„Кага“ има полетна палуба на две нива, което на теория позволява на самолетите да излитат направо от хангара, като в същото време други самолети се приземяват отгоре. През 1930-е години самолетите стават по-големи и по-тежки, което изисква по-голямо разстояние за излитане и долната полетна палуба става безполезна. През 1935 г., в резултат на реконструкция, от „Кага“ са премахнати двете долни палуби а горната полетна палуба е разширена към носа. След завършването на реконструкция, съда има два основни хангара и трети спомагателен хангар, с обща вместимост 60 самолета.
На „Кага“ е поставено тежко артилерийско въоръжение в случай, че той бъде открит от вражески крайцери и бъде принуден да влезе в бой с тях. Корабът е въоръжен с десет 20 см оръдия: те са разположени в по една оръдейна кула от всяка страна, шест оръдия се намират в каземати на кърмата. По време на реконструкцията бронирания пояс на „Кага“ е изтънен от 280 до 152 мм, бронирането на палубата е намалено от 102 до 38 мм. Водоизместимостта на самолетоносача съставя 26 900 дълги тона при стандартно натоварване, и 33 693 д. тона при пълно, почти с 6000 дълги тона по-малко, отколкото е първоначалната водоизместимост на линкора. Благодарение на намалената водоизместимост става възможно да се увеличи скоростта на хода до 27,5 възела и далечината на плаване до 8000 морски мили (15 000 км; 9200 мили) на икономичната скорост от 14 възела (26 км/ч).
В периода 1933 – 1935 г. самолетоносачът „Кага“ е модернизиран, увеличена е скоростта на кораба и са подобрени димоходите. Полетната палуба е приспособена за по-съвременни и по-тежки самолети. След реконструкцията водоизместимостта на кораба достига 38 200 дълги тона при стандартно натоварване. Благодарение на новите котли максималната скорост съставя 28,3 възела, далечината на плаване на 15 възлова скорост нараства до 10 000 морски мили (около 19 000 км; 12 000 мили). Модернизираният самолетоносач носи до 90 самолета и има десет 20 см оръдия в каземати.
По време на Шанхайския Инцидент, през 1932 г., „Кага“ поддържа японските войски в Китай. В края на 1930-е години самолетоносачът взема участие във Втората китайско-японска война. С пет други самолетоносача на флота той участва в нападението над Пърл Харбър и нахлуването в Рабаул, в Югозападната част на Тихия океан през януари 1942 г. През следващия месец неговите самолети нанасят авиоударът срещу Дарвин, Австралия, по време на операциите в холандска Ост-Индия. Връща се в Япония за ремонт след удар в риф. След ремонта, „Кага“ се връща в 1-и Въздушен Флот. През юни 1942 г. участва в атаката над Мидуей.
В резултат на неочакваната поява на три американски самолетоносача и поради голямото разпръскване на японските кораби, „Кага“, е потопен на 4 юни от самолетите на самолетоносачите USS Enterprise (CV-6) („Ентърпрайз“), USS Hornet (CV-8) („Хорнет“) и USS Yorktown (CV-5) („Йорктаун“).